# Großer Ochsenkopf
Le Großer Ochsenkopf est une montagne d'une altitude de 1 662 m dans le massif des Alpes d'Allgäu, en Allemagne.

## Géographie

### Topographie
Le Grosser Ochsenkopf se situe dans le chaînon de Horner entre le Weiherkopf et le Riedberger Horn. La montagne est broutée par les vaches jusqu'au sommet. La proéminence du Großer Ochsenkopf est de 112 m, son isolation topographique est de 1,5 km, le Riedberger Horn étant la montagne de référence.

## Activités

### Ascension
Un chemin facile mène de la station supérieure du Hörnerbahn sur le Bolsterlanger Horn au sommet. Le chemin depuis le Riedberger Horn jusqu'à la crête est réservé aux personnes expérimentées. Le chemin vers le sud, en dessous de la crête, n'est en revanche pas difficile.